# 蜂鳥直升機
蜂鳥直升機是一种实验性的同軸反轉螺旋槳直升机，由中華民國航空工程师朱家仁少将於1940年代研制，分为甲型和乙型两个版本。
甲型是用于静态（非飞行）试验的单座双旋翼试验飞行器，于1948年3月首次亮相。当時因為旋翼断裂而失敗。同年推出了乙型，并且能够飞行。
对这两种型号皆所知甚少，因为1949年朱家仁隨著中華民國政府遷台后，它们被遗弃在昆明飛機製造廠。
1950年代朱家仁在台中的空軍第三飛機製造廠开发出CJC-3直升機。

## 规格
甲型
- 座位数：1
- 发动机：金纳 B-5
- 旋翼直径：4.8 m（约)
- 毛重：589.5 公斤
- 最大速度（平飞）：136 公里/小时（84 英里/小时，73 节）
- 最大爬升率：910m
- 高度：未知
- 最大航程：219 公里

乙型
- 座位数：1
- 发动机：金纳 B-5
- 旋翼直径：4.8 m（约)
- 毛重：589.5 公斤
- 最大速度（平飞）：136 公里/小时（84 英里/小时，73 节）
- 最大爬升率：910m
- 高度：未知
- 最大航程：219 公里